# Dicraeus ibadanensis
Dicraeus ibadanensis är en tvåvingeart som beskrevs av Deeming 1979. Dicraeus ibadanensis ingår i släktet Dicraeus och familjen fritflugor.
Artens utbredningsområde är Nigeria. Inga underarter finns listade i Catalogue of Life.